# 旺拜
旺拜（法語：Wambaix，法語發音：[wɑ̃bɛ]）是法国上法蘭西大區北部省的一个市镇，属于康布雷区。

## 地理
旺拜（50°7'44"N, 3°18'18"E）面积6.17 平方千米，位于法国上法蘭西大區北部省，该省份为法国最北部的省份及最长的省份，西北濒北海，西接加来海峡省，南至埃纳省和索姆省，东与比利时接壤。
与旺拜接壤的市镇（或旧市镇、城区）包括：埃斯图尔梅勒、阿万、卡特尼耶尔、埃讷、欧库尔昂康布雷西、塞朗维莱尔福朗维尔。

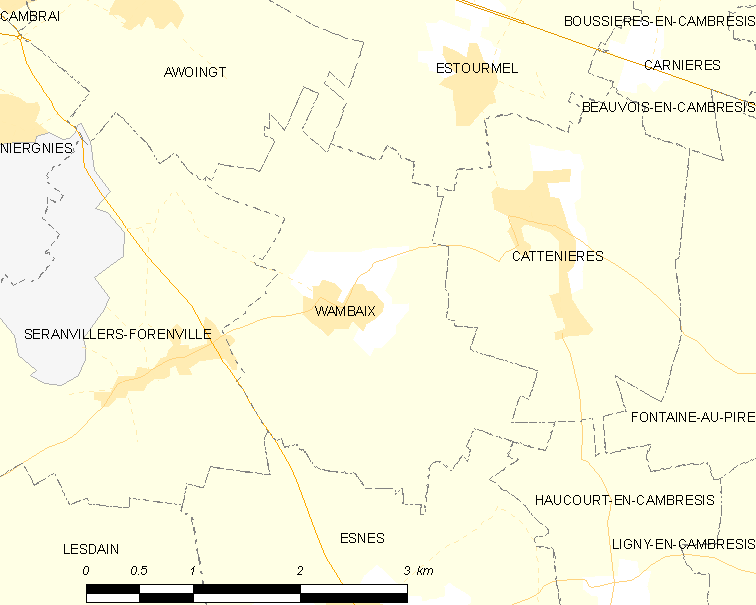
旺拜的OSM定位图

旺拜的时区为UTC+01:00、UTC+02:00（夏令时）。

## 行政
旺拜的邮政编码为59400，INSEE市镇编码为59635。

## 政治
旺拜所属的省级选区为勒卡托康布雷西县。

## 人口

1962-2008年间旺拜人口变化图示

旺拜于2022年1月1日时的人口数量为368人。